# Micropterus tallapoosae
A Micropterus tallapoosae a sugarasúszójú halak (Actinopterygii) osztályának sügéralakúak (Perciformes) rendjébe, ezen belül a díszsügérfélék (Centrarchidae) családjába tartozó faj.

## Előfordulása
A Micropterus tallapoosae előfordulási területe az észak-amerikai kontinensen van. Az Amerikai Egyesült Államok egyik endemikus hala. Kizárólag Georgia és Alabama államokban lévő Tallapoosa folyórendszerben - amelyről nevét kapta - található meg.

## Megjelenése
Eddig a legnagyobb kifogott egyede 40,6 centiméteres és 1,8 kilogrammos volt. A hátúszóján 10 tüske és 11-13 sugár van, míg a farok alatti úszóján 3 tüske és 10-11 sugár van. Az oldalvonalán 63-67 pikkely látható.

## Életmódja
Szubtrópusi, édesvízi halfaj, amely a mederfenék közelében él.